# جاكوب سوندرز
جاكوب سوندرز هو بحار كندي، ولد في 15 أبريل 1992.

## وصلات خارجية
- جاكوب سوندرز على موقع الاتحاد الدولي للملاحة الشراعية (موقع جديد) (الإنجليزية)
- جاكوب سوندرز على موقع الاتحاد الدولي للملاحة الشراعية (موقع قديم) (الإنجليزية)
- جاكوب سوندرز على موقع اللجنة الأولمبية الدولية (الإنجليزية)
- جاكوب سوندرز على موقع أوليمبيديا (الإنجليزية)
- جاكوب سوندرز على موقع اللجنة الأولمبية الكندية (الإنجليزية)